# 25953 Lanairlett
25953 Lanairlett este un asteroid din centura principală de asteroizi.

## Descriere
25953 Lanairlett este un asteroid din centura principală de asteroizi. A fost descoperit pe 18 martie 2001 la Socorro, New Mexico, în cadrul proiectului LINEAR. Asteroidul prezintă o orbită caracterizată de o semiaxă mare de 2,80 ua, o excentricitate de 0,03 și o înclinație de 2,5° în raport cu ecliptica.